# Mikulůvka
Mikulůvka (en allemand : Neu Mikulowka, auparavant Mikuluwka) est une commune du district de Vsetín, dans la région de Zlín, en Tchéquie. Sa population s'élevait à 791 habitants en 2020.

## Géographie
Mikulůvka se trouve à 8 km au sud-ouest de Valašské Meziříčí, à 27 km au nord-est de Vsetín, à 99 km à l'est-nord-est de Brno et à 262 km au sud-est de Prague.
La commune est limitée par Loučka (quartier exclavé de Lázy) et par Podolí à l'ouest, par Oznice au nord, par Jarcová au nord-est, par Bystřička à l'est, par Pržno au sud-est et au sud, et par Kateřinice au sud.

## Histoire
La première mention écrite du village date de 1503.